# Volovice
Volovice (německy Wolletschlag) jsou samota, část města Prachatice v okrese Prachatice v Jihočeském kraji. Nachází se asi dva kilometry jihozápadně od Prachatic. Jsou zde evidovány dvě adresy. V roce 2011 zde trvale žilo sedm obyvatel.
Volovice jsou také název katastrálního území o rozloze 3,58 km².

## Historie
První písemná zmínka o vesnici pochází z roku 1330, kdy místo bylo uvedeno jako Walerslack. V 16. století bylo uváděno mimo jiné jako Wolowicze. V roce 1921 žilo v této obci 205 obyvatel, z toho 4 Češi a 199 Němců. V letech 1938 až 1945 byly Volovice (v důsledku uzavření Mnichovské dohody) přičleněny k nacistickému Německu.

## Obyvatelstvo
| Rok            | 1869 | 1880 | 1890 | 1900 | 1910 | 1921 | 1930 | 1950 | 1961 | 1970 | 1980 | 1991 | 2001 | 2011 | 2021 |
| -------------- | ---- | ---- | ---- | ---- | ---- | ---- | ---- | ---- | ---- | ---- | ---- | ---- | ---- | ---- | ---- |
| Počet obyvatel | 144  | 128  | 115  | 122  | 132  | 115  | 124  | 66   | 0    | 0    | 0    | 0    | 1    | 7    | 14   |
| Počet domů     | 20   | 21   | 21   | 21   | 21   | 20   | 22   | 22   | 0    | 0    | 0    | 0    | 2    | 4    | 5    |

## Obecní správa
Při sčítání lidu v letech 1850–1879 Volovice byly osadou obce Perlovice v okrese Prachatice. V letech 1880–1949 byly samostatnou obcí v okrese Prachatice. V letech 1950–1960 byly osadou obce Oseky v okrese Prachatice. V následujícím období byla osada úředně zrušena a jako část města Prachatice byla obnovena 1. ledna 2002. V letech 1880–1949 k obci patřila Stádla.

## Galerie

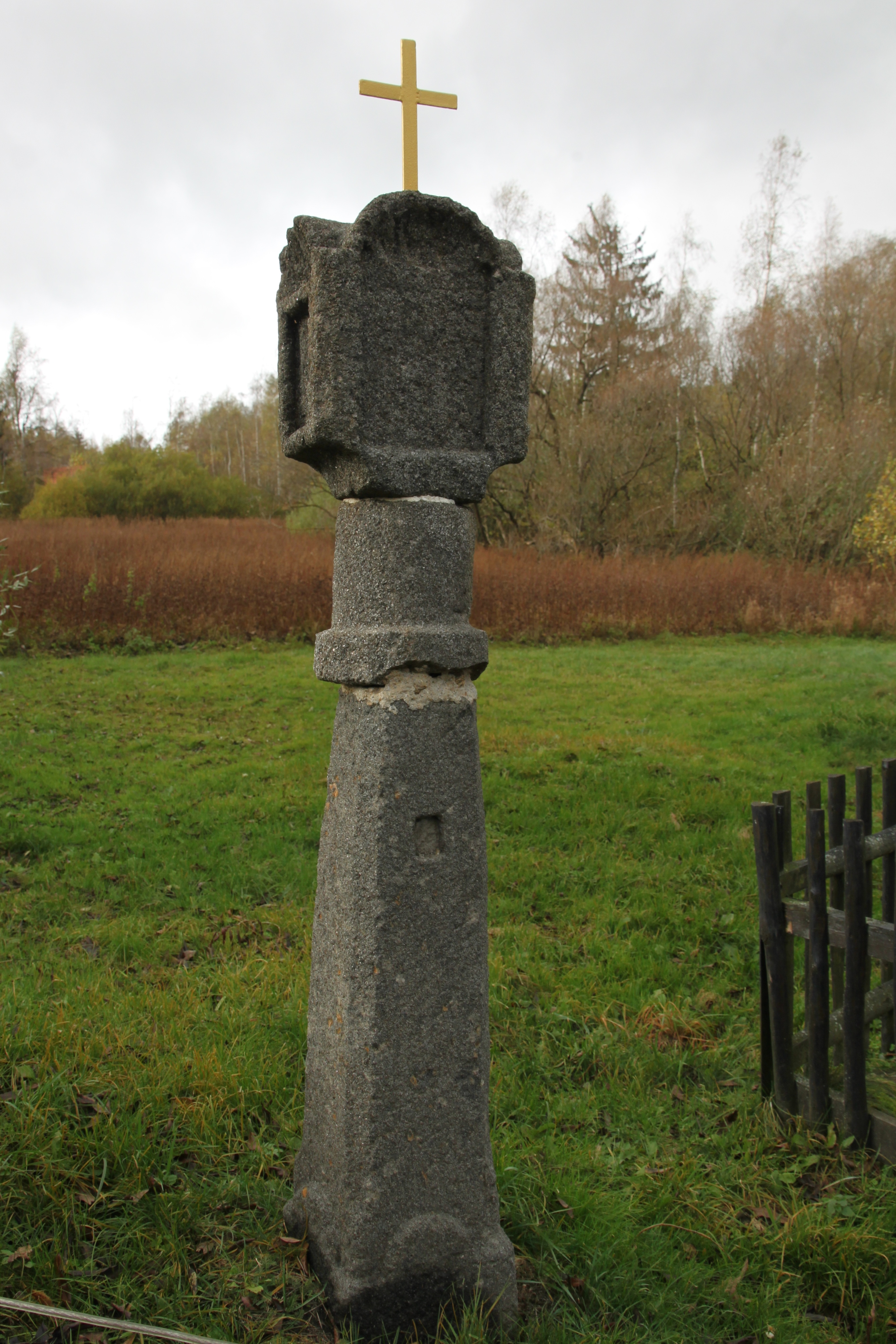
Boží muka ve Volovicích
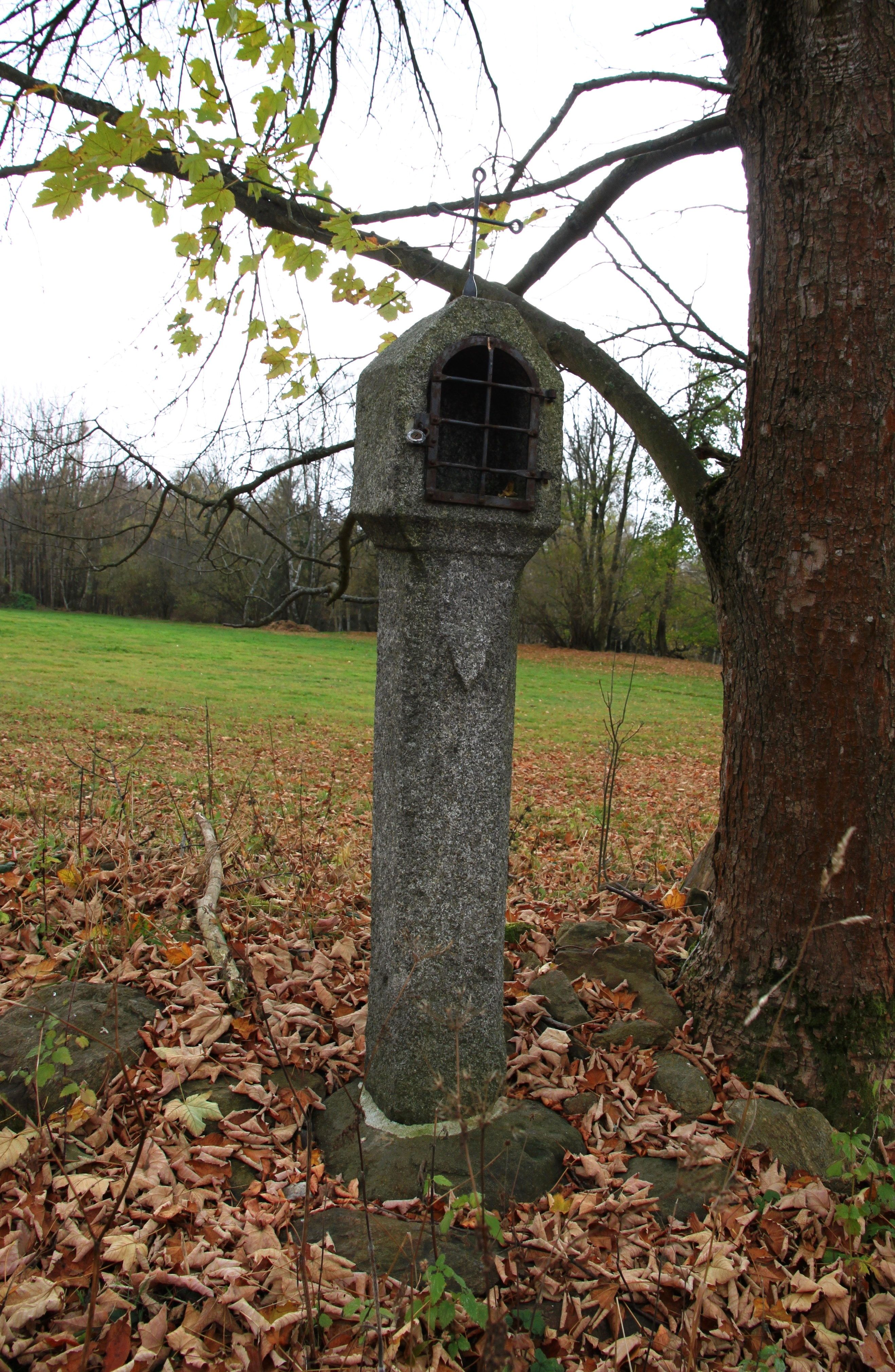
Boží muka v Křeplicích